# Taeniophallus quadriocellatus
Taeniophallus quadriocellatus là một loài rắn trong họ Rắn nước. Loài này được Santos, Di-Bernardo & Di Lema mô tả khoa học đầu tiên năm 2008.